# 华中农业大学
华中农业大学（英語：或，缩写：、或），簡稱“华中农大”或“华农”，是一所位於中国湖北省武汉市洪山区，以农科为特色的全科性综合大学。為中华人民共和国教育部直属国家211工程重点建设高校之一，为一流学科建设高校之一。

## 学校概况

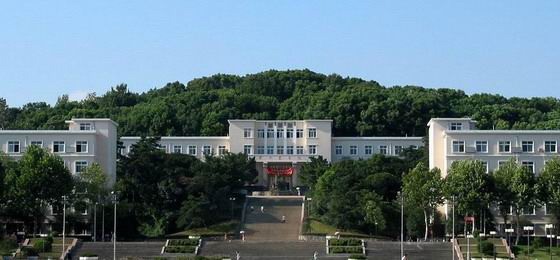
依獅子山而建的華中農業大學主樓

### 位置
位于湖北省武汉市洪山区，狮子山下，南湖以南，野芷湖之北（中国湖北武汉南湖狮子山特一号）。占地面积7425亩。

### 校训、辦學理念和发展愿景
- 校训：「勤读力耕，立己达人。」

“勤读”即勤奋学习钻研，“力耕”即努力开拓实践，“立己达人”语出自《论语·雍也》：“己欲立而立人，己欲达而达人”。
- 辦學理念：“育人为本，崇尚学术。”
- 发展愿景：到21世纪中叶，建校150周年之际，把学校建设成为特色鲜明世界一流大学。

### 校歌
校歌改编自1946年由朱再庵作词、喻宜萱做曲的《湖北省立农学院院歌》。歌词亦受到抗日战争时期湖北省立农学院教务长包望敏教授《论“耕读”与“新农”》一文的影响。文中部分语句如下：
|  | ……湖北省立农学院创立于烽烟遍地，万方多难之日，集海内农学者及三楚青年一堂，朝夕孜孜，耕读不辍，以革新农业为己任，其坚苦卓绝之精神与乎兴农建国之宏愿均有足多者。…… |

校歌歌词如下：
挹江流浩浩荡荡，
挟沃野郁郁苍苍。
萃俊秀于三楚，
聚硕彦于一堂。
勤读力耕肩重任，
立己达人图自强。
雍雍穆穆，
跻跻跄跄。
宏农学，
扬国光，
日新永无疆。

### 校徽
2005年7月18日，华中农业大学启动了校徽、校歌、校训的征集工作，截至2005年10月10日，共收到校徽、校歌、校训各类征集作品300余份，通过初选的校徽设计方案有12套。学校于2005年11月15日至11月30日进行了网上投票，同时进行专家评选和学校党政联席会审议，最终确定了校徽方案。该方案由华中农业大学法学系2002级本科生刘涛、王娟设计，从2007年10月2日起新校徽正式使用。
校徽为圆形造型，主体部分采用了古楚国“编钟”和传统农具“耒耜”的形象，并由学校的英文缩写“HAU”变形组合而成，并借鉴了中国传统纹样造型和篆刻的风格，图案下方为建校年份“1898”。新校徽在色彩的处理上为单色设计，采用校标准色“华农绿”。

### 校标准色
学校标准色为专门配制的“华农绿■”，色标为：C:100/M:0/Y:100/K:30，象征华中农业大学蓬勃的发展生机和农科特色。

### 校庆
华中农业大学于1998年举行了建校100周年校庆。
华中农业大学于2008年10月2日举行了建校110周年校庆。该校培养的曹文宣、张启发、陈文新、邓子新、傅廷栋等10余名院士于当晚出席庆典。其他参加校庆典礼的人士包括：中华人民共和国教育部副部长陈小娅，江西省常务副省长凌成兴，湖南省副省长甘霖，湖北省常务副省长李宪生，湖北省副省长汤涛，湖北省人大副主任刘友凡，湖北省副省长郭生练，湖北省政协副主席周宜开等。国务委员刘延东等发来贺信表示祝贺。
华中农业大学于2018年10月2日举行了建校120周年校庆，本次校庆的主题为“耕读双甲子，薪火传天下”。

### 其他
董必武、李先念、徐特立等曾先后为该校题词和题写校名，旧校门的“华中农学院”校名即由董必武所题写。李岚清1997年11月23日到该校视察。原中共中央总书记、国家主席江泽民1998年10月1日为该校百年校庆题词：“贯彻党的教育方针，实施科教兴国战略，努力培养农业现代化建设优秀人才。”

## 历史沿革

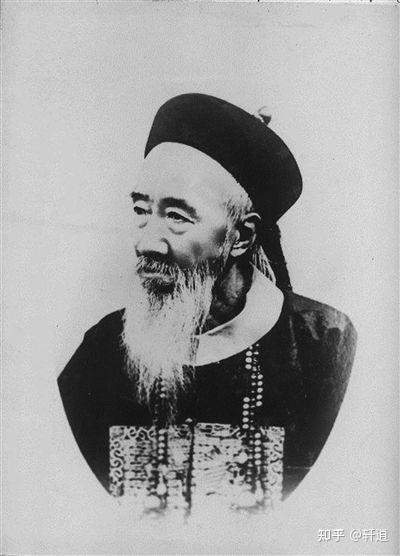
湖北农务学堂的创办人张之洞

### 略历
学校建于1898年，是当时的湖廣总督张之洞创办的湖北农务学堂，并得到光绪皇帝的认可。几经变迁，1952年由湖北农学院、武汉大学农学院、湖南农学院、河南大学农学院、南昌大学农学院（部分科系）、中山大学农学院、广西大学农学院、江西农学院组成华中农学院，1979年，经中华人民共和国国务院批准升格为全国重点大学，直属中华人民共和国农业部。1985年更名为“华中农业大学”，2000年，由中华人民共和国农业部划转中华人民共和国教育部直属领导。

#### 清朝

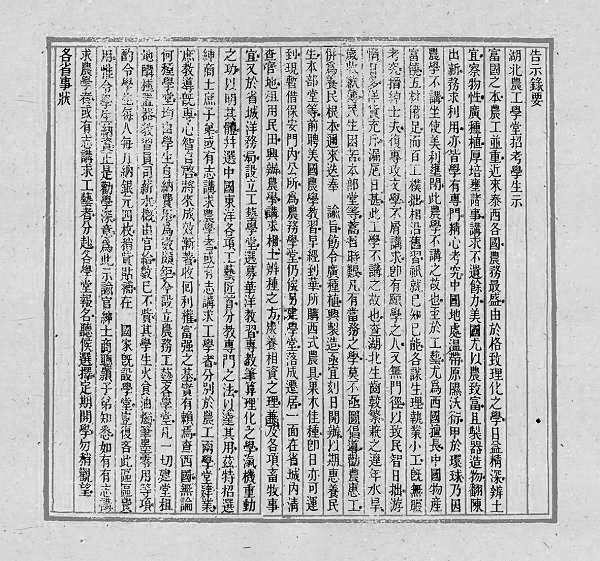
湖北农工学堂招考学生告示（部分）

1898年，湖廣总督张之洞向朝廷上疏《設立農務工藝學堂暨勸工勸商工所折》，正式奏請在湖北省興辦農務學堂。折中寫道：
|  | ……竊唯富國之道，不外農工商三事，而農務尤爲中國之本。…… |

光緒帝在5月4日批示：“該衙門知道”。5月上旬，農務學堂公布了諮文和告示，告示中寫道：
|  | ……本部堂本部院前聘美國農學教習，早經來華，所購西法農具、佳果木植、刻日即可運到。現暫借保安門內公所爲農務學堂…… |

是年9月11日，“百日維新”失敗，但并未影響湖北農務學堂的辦學。1898年10月2日，湖北農務學堂于武漢保安門内公所正式開學。1903年，農務學堂在武昌武胜门外寶積庵購地一百畝，徵用三百畝湖荒地，開始建築新校舍。新校舍的學校設施參仿日本新學形式，在主教學樓中設課堂、自修室、試驗室，此外建有農場、林場、桑園、水産場等農學試驗場。1904年，學堂遷往新校址寶積庵，并更名爲“湖北高等農業學堂”。張之洞參加了高等農業學堂的開學典禮，并在典禮的訓詞上勉勵師生“手腦并用，知行合一”，後又題字：“凡民俊秀皆入學，天下大利必歸農。”1907年，留日學生程蔭南歸國，在學堂任教。這一時期，學堂除了聘請諸多外籍教師外，還聘請了不少社會名流做教員，如國學大師王國維、北洋政府交通總長葉恭綽、湖北省長張知本等。1911年，学校被湖北提学使司以经费不足为由停办，同年，辛亥革命爆發，湖北高等農業學堂的校舍为附近农民纵火焚毁。

#### 民國
1912年，中華民國湖北教育司在原湖北高等農業學堂的基礎上創辦甲種農業學校。此後，學校又經歷了第一高級農業學校、第二高級農業學校、湖北省立鄉村師範學院、湖北省立教育學院的變遷。1937年7月中華民國湖北省建設廳和教育廳在湖北省立教育學院的基礎上聯合創辦了湖北省立農業專科學校，學校仍位于武昌寶積庵。1938年至1945年，學校因對日抗戰而西遷至恩施。當時《湖北省立農學院院慶兩周年特刊》記載：
|  | ……自武漢轉進，省治西遷……于千頭萬緒之中，奠百年樹人之際，爰有本院之設……而今數百青年，耕讀不輟，朝夕孜孜，蔚爲良才。…… |

1940年，學校更名為“湖北省立農學院”。1945年春，國民政府農業部招考農業專業人員赴美國進修，湖北省立農學院有10多人參加考試，結果全被錄取，居全國農業院校或農業機關之冠。1945年12月學校遷回武漢。1949年6月，武漢市軍管會接受小組開始接管湖北省立農學院。

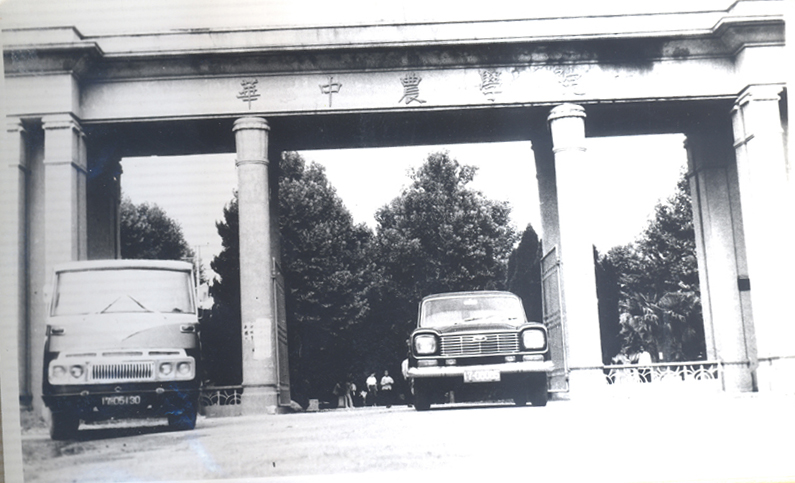
“華中農學院”旧校門

#### 中華人民共和國成立后
1950年10月學校更名爲“湖北省農學院”。1952年，全國院校調整，以湖北省農學院、武汉大学农学院及其他院校相關係科組建成立新的“華中農學院”。1957年夏，學校由原址寶積庵遷至武昌南湖獅子山。1979年，经中华人民共和国国务院批准升格为全国重点大学，直属中华人民共和国农业部。1985年更名为“华中农业大学”，2000年由农业部划转教育部直属领导，2005年被列为国家“211工程”重点建设大学。

### 学术造假
2024年1月16日，该校动物科学技术学院、动物医学院的黄飞若教授被11名学生联名实名举报黄教授存在学术不端行为，包括篡改数据、编造实验结果等。华中农大动物科学技术学院和动物医学院之后回应“立即成立工作专班，启动调查程序。”

### 年表
- 1898年 清朝光绪年间湖广总督张之洞创办湖北农务学堂
- 1904年 遷往新校址寶積庵，并更名爲“湖北高等農業學堂”
- 1912年 湖北省立甲種農業學校創辦
- 1923年 湖北省立甲種農業學校分為湖北省立第一高級農業學校與湖北省立第二高級農業學校
- 1931年 湖北省立教育学院創辦
- 1937年 湖北省立農業專科學校創辦
- 1940年 更名為“湖北省立農學院”
- 1950年 更名爲“湖北省農學院”
- 1952年 湖北省农学院的全部系科及武汉大学、湖南農學院、河南大学農學院、中山大学農學院、廣西大学農學院、南昌大学農學院、江西農學院等其它7所综合性大学农学院、獨立農學院的部分科系组成华中农学院
- 1957年 由原址武昌寶積庵遷至南湖獅子山
- 1979年 经中华人民共和国国务院批准升格为全国重点大学，直属中华人民共和国农业部
- 1981年 经国务院学位委员会批准，成为首批具有博士学位和硕士学位授予权的大学
- 1985年 更名为华中农业大学
- 2000年 由农业部划转教育部直属领导
- 2005年 被列为国家211工程重点建设大学
- 2017年 被列入“世界一流學科”建設高校

### 歷任校長
| | |
| 湖北农务学堂 - 張之洞 創辦人 湖北省高等农业学堂 - 刘伯刚（1871-1956） 监督 - 喜源 监督 - 樊祖徽 监督 - 梅光羲（1880-1947） 监督 湖北省甲种农业学校 - 田古泉（1875-？） 校长 湖北省立教育学院 - 罗濬（1896-？） 院长 - 罗廷光（1896-？） 院长 - 姜琦（1886-1951） 院长 - 黄建中（1889-1958） 院长 湖北省立农业专科学校 - 冯紫岗（1900-1943） 校长 - 周天放 校长 - 刘发煊（1904-1981） 校长 - 程鸿书 校长 | 湖北省立农学院 - 1941年-1949年 管泽良（1908-2001） 院长 湖北省农学院 - 1949年-1950年 徐觉非（1904-1993） 院长 - 1950年-1978年 童世光（1904-1996） 院长 国立武汉大学农学院 - 1936年-1938年 叶雅各 院长 - 1946年-1949年 叶雅各 院长 - 1949年5月27日-1949年9月 杨显东 院长 - 1949年-1952年 杨开道 院长 华中农学院 - 1956年9月 许子威（1908-1989） 院长 - 1978年-1984年 陈华癸（1914-2002） 院长 - 1984年-1985年 孙济中（1926-1998） 院长 华中农业大学 - 1985年-1995年 孙济中（1926-1998） 校长 - 1995年-2007年 张端品（1944- ） 校长 - 2007年-2018年 邓秀新（1961- ） 校长 - 2018年至今 李召虎（1967- ） 校长 |

## 机构设置

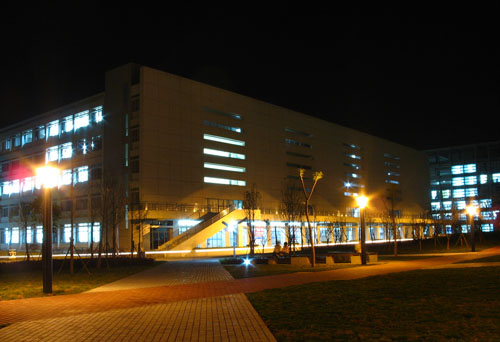
第三教學樓夜景

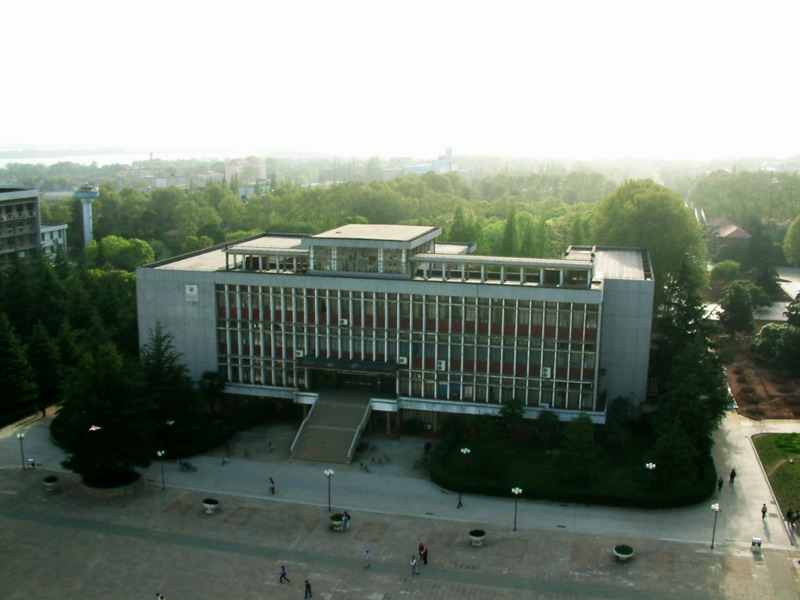
舊圖書館

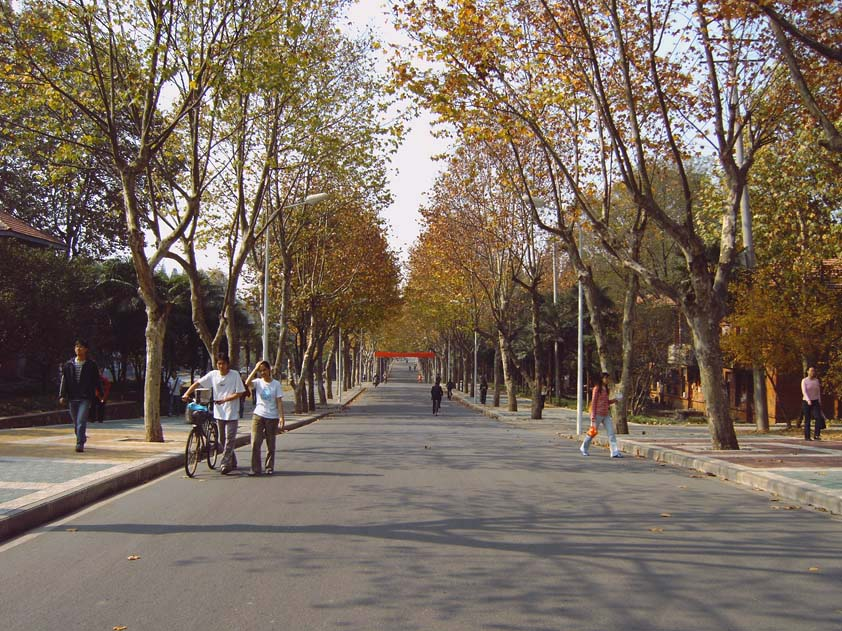
學院路

### 院系
华中农业大学在2000年由农业部转为教育部直属的全国重点大学。学校的农业科学、生命科学为具有较强的实力，另外设有理、工、文、法、经、管等多种学科。是首批生物学一级学科博士授予权的高校，培养了国内第一个农学博士。该校现（2008年）拥有本科专业48个，硕士学位授权点专业87个，博士学位授权点专业54个，一级学科博士点10个，博士后科研流动站7个。
院系设置如下：
- 信息学院
  - 生物信息学
  - 计算机科学与技术
  - 数据科学与大数据技术
- 植物科学技术学院
  - 农学
  - 植物保护
  - 植物科学与技术
  - 农村区域发展（总共招收4批学生，2000年招收第一批学生，2003年招收最后一批学生，2004年停止招生，2007年停办）
  - 生态学
  - 智慧农业[6]
  - 张之洞班（农科）（张之洞班，是华中农业大学为深化人才培养模式改革，加强高素质创新型人才培养，进一步办好国家人才培养模式而开创的新试验区）
- 动物科学技术学院、动物医学院
  - 动物科学
  - 动物医学(五年制)
- 资源环境学院
  - 地理信息系统
  - 环境科学
  - 环境工程
  - 农业资源与环境
- 生命科学技术学院
  - 生物学基地(生物科学方向，本硕贯通)
  - 生命科学与技术基地(生物技术方向,本硕贯通)
  - 生命科学与技术基地(应用生物技术方向,本硕贯通)
  - 生物工程
- 园艺林学学院
  - 城市规划（风景园林方向）［2002年7月—2011年7月（最后一屆畢業）[7]］
  - 风景园林［1996年7月—1998年7月，2008年7月重设[8]］
  - 园艺
  - 设施农业科学与工程
  - 林学
  - 园林
  - 茶学
- 水产学院
  - 水产养殖学
  - 水族科学与技术
- 工学院
  - 机械设计制造及其自动化
  - 农业机械化及其自动化
  - 能源与动力工程
  - 自动化
  - 机械电子工程
- 经济管理学院、土地管理学院
  - 经济学
  - 国际经济与贸易
  - 信息管理与系统
  - 工程管理
  - 工商管理
  - 会计学
  - 土地资源管理
  - 农林经济管理
  - 人力资源管理
  - 市场营销
  - 张之洞班（文管）（张之洞班，是华中农业大学为深化人才培养模式改革，加强高素质创新型人才培养，进一步办好国家人才培养模式而开创的新试验区）
- 食品科技学院
  - 食品科学与工程
  - 食品质量与安全
  - 食品营养与健康（于2022年开始招生）
- 理学院
  - 信息与计算科学
  - 应用化学
- 文法学院
  - 法学
  - 社会学
  - 广告学
  - 社会工作
- 外国语学院
  - 英语
  - 英语（国际商务方向）
- 体育课部

### 研究
该校现有国家级重点（专业）实验室4个，部省级重点实验室11个，国家级研发中心10个，部省级研发中心（含共建）10个，部省级质量检测机构4个，共39个国家、部省级研发基地、检测机构。现有8个国家级重点学科，1个国家重点培育学科，4个部级重点学科，11个省级重点学科（涵盖二级学科32个）， 2个国家人才培养基地。
国家重点学科：
- 作物遗传育种
- 果树学
- 微生物学
- 动物遗传育种与繁殖
- 水产养殖
- 作物栽培学与耕作学
- 生物化学与分子生物学
- 农业经济管理

国家重点实验室：
- 作物遗传改良国家重点实验室
- 农业微生物学国家重点实验室

国家人才培养基地：
- 国家生物学理科基地
- 国家生命科学与技术人才培养基地

### 其他机构
- 馆藏设施：

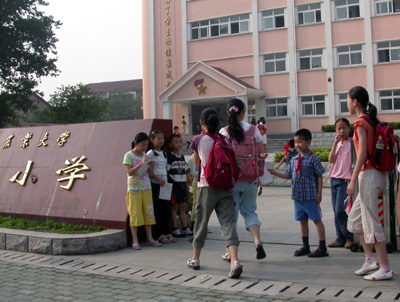
華中農業大學附屬小學

  - 华中农业大学图书馆：综合馆藏243万册，电子图书90万册，图书馆系中国高等教育文献保障体系（CALIS）的重要成员，华中地区高校3个B级成员馆之一。
  - 华中农业大学校史馆
- 校园网：“千兆为主干，百兆到桌面”覆盖全校。
- 附属医院：华中农业大学附属医院。
- 附属学校：华中农业大学附属小学、华中农业大学附属中学。

### 师资
现（2023年）有专任教师1677人，其中教授506人，两院院士6人，美国国家科学院外籍院士1人，第三世界科学院院士2人， "973"项目首席科学家6人，国际学术咨询委员会现任主席2人，国务院学位委员会学科评议组成员7人，国家杰出青年科学基金获得者26人，优秀青年科学基金获得者20人，国家教学名师5人，国家级教学团队7个，国家级、部省级优秀科技创新团队76个。
- 中国科学院院士：张启发
- 中国工程院院士：傅廷栋、陈焕春、邓秀新、金梅林、张献龙
- 长江学者：张启发、邓秀新、张承才、周道绣、彭良才、匡汉晖、彭少兵、王学敏

## 学校环境

### 校园概况
- 学校占地面积：495万㎡（合7425亩）。
- 校舍建筑面积：85万㎡。

其中教学行政用房面积：41万㎡，学生宿舍面积：22.8万㎡。

### 學校风景

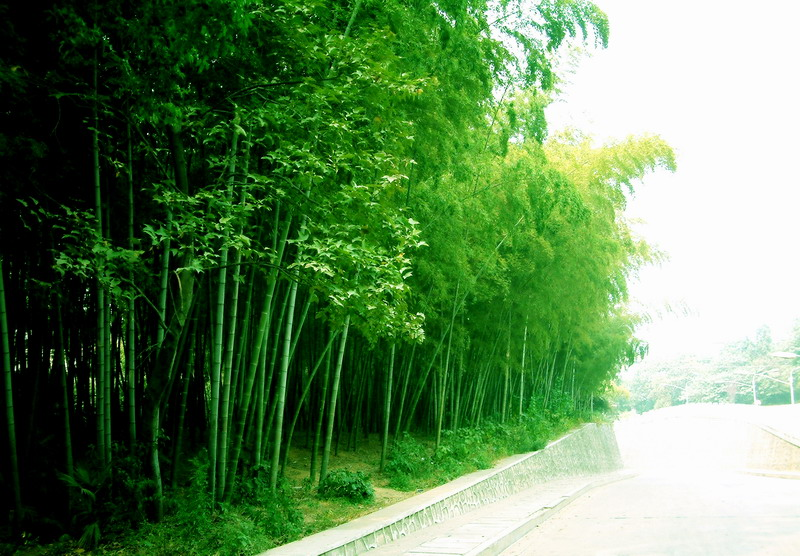
校园十景之一的“清风竹语”

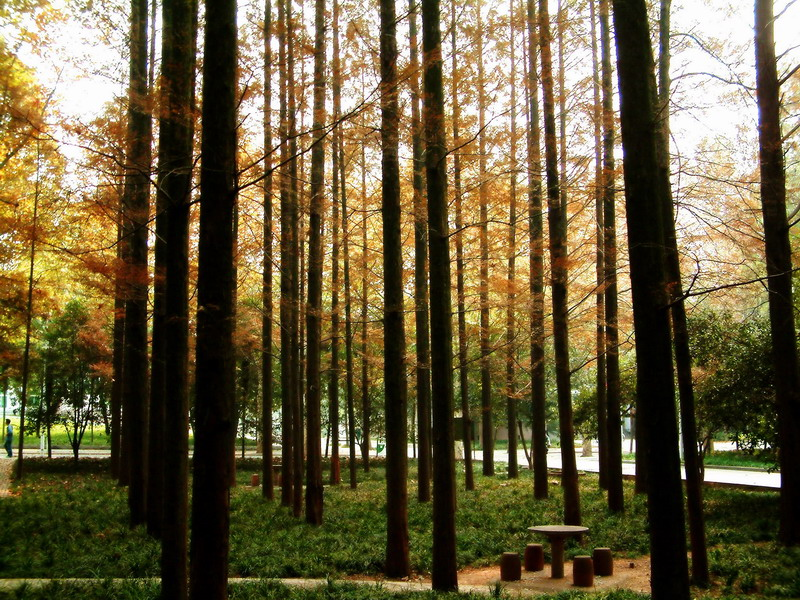
校园十景之一的“杉林藏幽”

#### 校园十景
1. 湖山夕照
2. 清风竹语
3. 秋林尽染
4. 杉林藏幽
5. 惜春亭
6. 碧池泛红
7. 雪染暗香
8. 湖杉鹭影
9. 主楼华章
10. 广场雨韵

### 相册

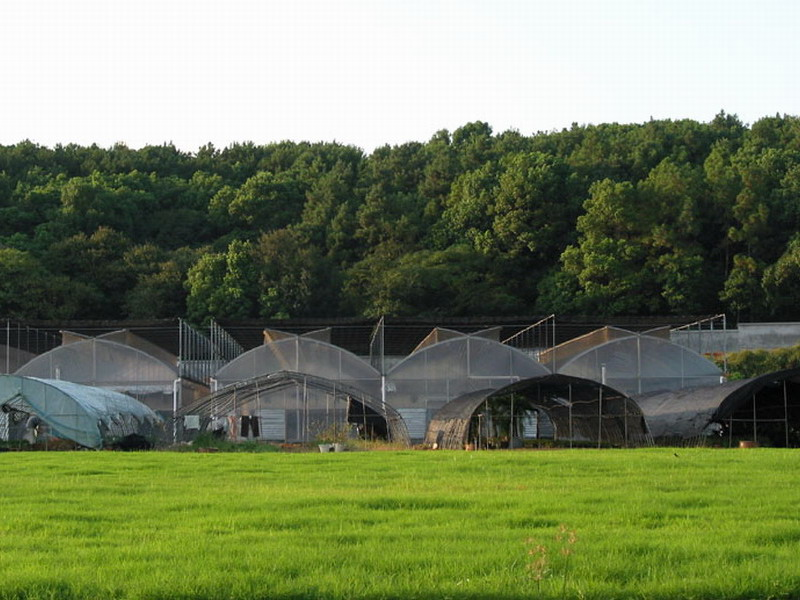
獅子山北南湖岸邊花卉基地一角。
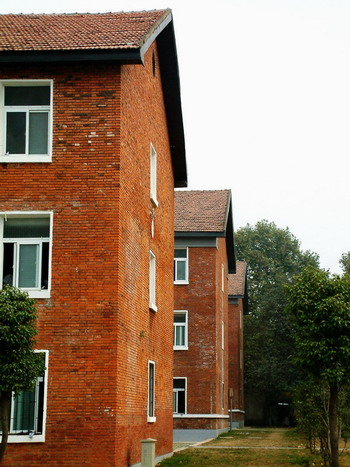
教職工舊住宿區“寶積苑”。
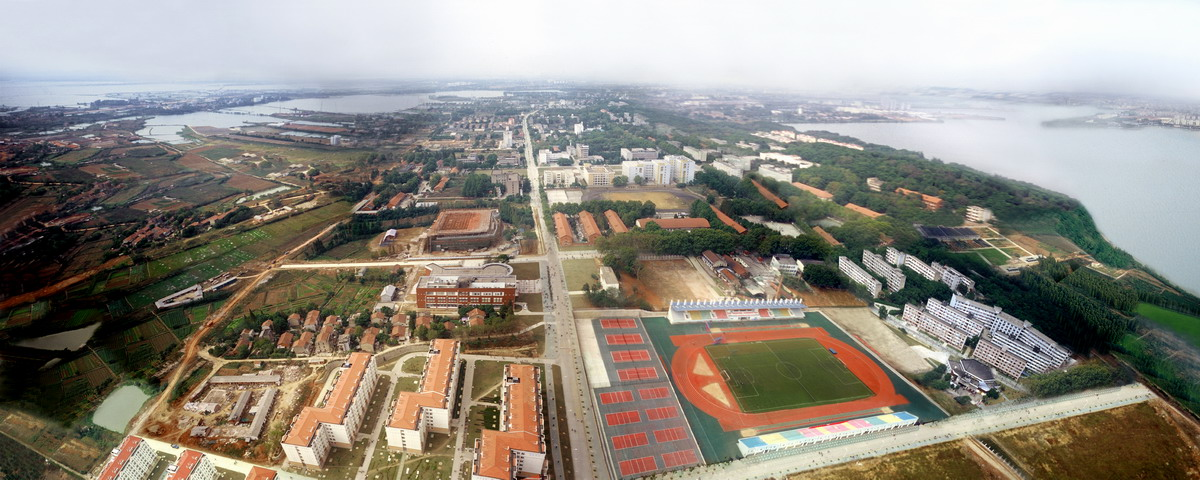
2003年前的校園鳥瞰。
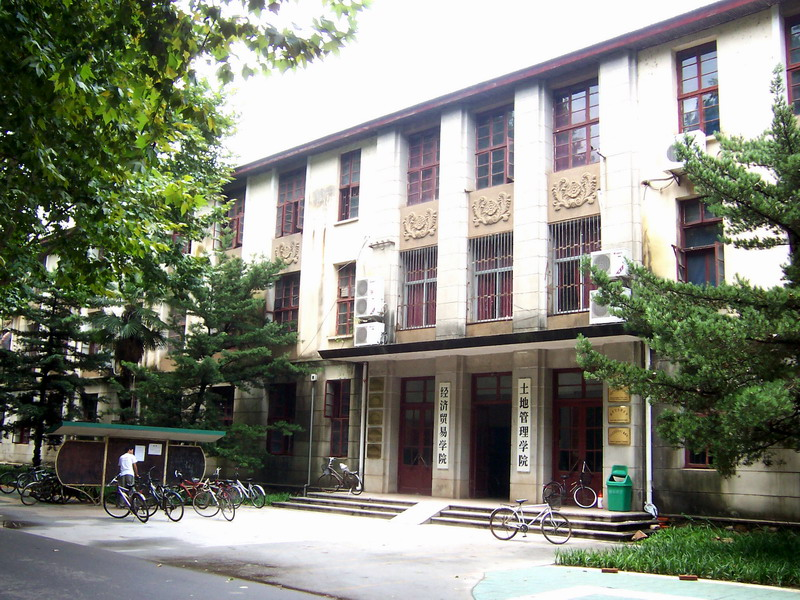
景園樓。原經貿土管學院樓，現為風景園林系教學樓。
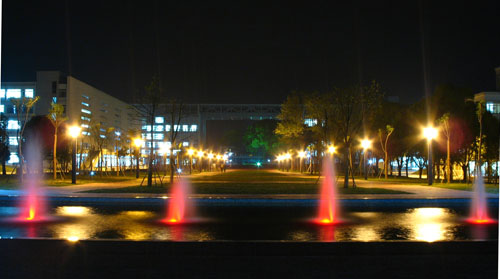
獅子山廣場新貌（2007年後）。

## 学术交流

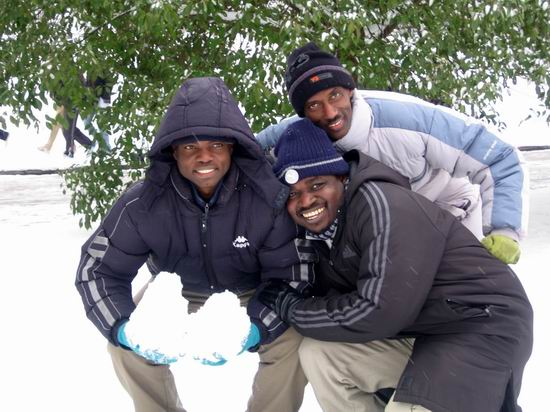
外國留學生們

### 国际学术交流
華中農業大學与韓國、泰國、加拿大、越南、日本、美國、臺灣、香港等國家和地區的多所大學和研究機構建立了良好的合作联系，有校際學術合作的國外大學包括：韩国庆尚大学、韓國东亚大学、泰国亚洲理工学院、加拿大麥吉爾大學等。亦有较多來自埃及、尼日尔、坦桑尼亚、埃塞俄比亞、印度等國的留學生。
華中農業大學承办国际油菜大会、国际柑橘大会等5个重大的国际性学术会议。2003年学校成为“高层次专家培养高学历留学生”全国首个试点单位。

### 国内学术交流

#### 七校联合办学
1999年，华中科技大学发出倡议成立的武汉“七校联合办学”联盟（简称“七校联办”），该联盟由武汉地区的七所教育部直属高校的武汉大学、华中科技大学、武汉理工大学、华中师范大学、华中农业大学、中国地质大学、中南财经政法大学组成。项目规定，武汉市七所教育部直属高校的大二学生可以在其中任何一所学校（包括华中农业大学）跨校跨学科辅修第二学位联合办学从2001年起开始实施。。与其他地区联合办学不同的是，七校联合办学允许学生选择辅修公共选修课及专业课，拿辅修证、双学位。 
七校联合办学项目的第一轮办学于2007年结束，第二轮第七校联合办学于2008年开始。

## 知名校友

### 政界
- 陈耀邦 原中华人民共和国农业部部长
- 韩德乾 原中华人民共和国科技部副部长
- 王生铁 湖北省政协主席
- 黄远志 原湖北省委副书记
- 邓道坤 湖北省人大常委会副主任
- 鲍隆清 湖北省人大常委会副主任
- 于来山 原湖南省委常委，现湖南省人大常委会副主任
- 甘霖 原湖南省副省长，现国家工商行政管理总局副局长
- 凌成兴 原江西省副省长，工业和信息化部党组成员，国家烟草专卖局党组书记、局长，中国烟草总公司总经理
- 范照兵 原重庆市委常委，现河北省委常委
- 胡廷积 原河南省副省长

### 商界
- 尹麦生 美国普润之星公司董事长
- 王辉 美国纽约新英格兰动物医院董事长
- 杜进平 英国基因康尔治疗药物有限公司创始人兼首席执行官
- 肖贵玉 上海纺织集团总公司董事长
- 杨瑞生 上海新农饲料有限公司董事长
- 王文胜 北京金胜房地产开发公司董事长
- 薛华 广东海大集团董事长
- 杨国桥 福建大世界华夏房地产有限公司总经理

### 学术界
- 张启发 農作物遺傳學專家，中国科学院院士、第三世界科学院院士、美国国家科学院外籍院士，1976年毕业于华中农学院。
- 陈焕春 家畜传染病学及动物病毒学专家，中国工程院院士，1975年7月，陈焕春从华中农学院畜牧兽医系兽医专业毕业。
- 熊远著 动物遗传育种专家，中国工程院院士，1959年毕业于华中农学院并留校任教。
- 傅廷栋 中国工程院院士。
- 邓秀新 中国工程院院士。
- 包满珠 IPCC参与人员之一，分享2007年诺贝尔和平奖。

### 社会知名人士
- 徐本禹 CCTV“感动中国”2004年度人物，1999年-2003年就讀於華中農業大學。
- 赵福兵 “湖北省优秀青年志愿者”。
- 李昌平 1963年4月生于湖北省监利县周河乡洪湖边的一个小渔村。先后就读于湖北省机电学校，华中农业大学农经学院，中南财经大学。经济学硕士。中国最著名的乡党委书记。2000年3月，致信朱镕基总理，反映当地面临的突出问题，指出“农民真苦，农村真穷，农业真危险”。此信引起中央对三农问题的关注。

## 相关争议

### 华中农业大学宿舍饮水质量问题事件
2024年4月8日，华中农业大学荟园宿舍有部分学生反应该校饮水存在争议，部分学生在饮水机中打出疑似尿液的液体。

### 华中农业大学硕博生联名举报学术造假事件
2024年1月16日，华中农业大学的11名硕博生联名举报，称该校黄飞若教授存在学术造假行为。除了学术造假，学生们还举报其还存在违反师德师风的不正当行为。当天晚上，华中农业大学相关学院成立专门工作组，启动针对黄飞若教授的调查程序。
2024年1月17日，提出举报的学生进一步说明，黄飞若教授存在以能否毕业为条件威胁学生配合其学术造假的行为，同时黄教授也会对学生进行言语攻击。
2024年1月18日，被举报的黄飞若教授在接受媒体采访时回应称，其学生举报不实，已经准备好了相关证据。并且黄教授认为在11个学生联名举报的过程中，其中一名学生威胁其他学生签字，所以导致了11名学生都签了字。
2024年1月19日，华中农业大学发布通报。通报中称已初步认定黄飞若存在学术不端的行为，并决定停止黄飞若校内所有职务和工作并组建相关导师组全盘负责该课题组的研究生培养。

### 华中农业大学学生流浪动物投毒事件
2024年10月至11月，该校大一学生苏某某在校园内共将5片人用某类药物碾成粉末，分次兑水投喂了校内流浪猫。
2024年11月25日，该校有关部门接到反映，近段时间校园内发生流浪猫疑似因人为伤害导致死亡，并于11月26日与辖区派出所展开了联合调查。
2024年12月7日，该校发布通报，给予苏某某严重警告处分。

## 脚注
1. ↑  标准色“华农绿”为：C100/M0/Y100/K30。详见：华中农业大学校徽使用说明手册[永久]
2. ↑  「华农」称谓在不同地方默认含义不同，在广东，「华农」一般指代华南农业大学
3. ↑  华中农业大学前身之一。
4. ↑  .   [2008-12-18]. （原始内容存档于2007-08-20）.
5. ↑  .   [2020-10-02]. （原始内容存档于2010-08-09）.
6. ↑  . cpst.hzau.edu.cn.   [2023-09-12].
7. ↑  我校风景园林专业今起恢复招生[永久] 「……1998年7月，教育部对普通高校现设本科专业进行调整，由于学科归属原因，所有风景园林专业均被调整为城市规划专业或其他专业。2002年，学校结合本校特点以及自身发展优势，确立了“以城市规划为基础平台，以风景园林规划与设计为特色方向”的办学思路，在城市规划专业中设立风景园林方向，制定了科学合理的人才培养方案，于2002年7月开始招生。……」
8. ↑  我校风景园林专业今起恢复招生[永久] 「……1995年，我校经当时主管部门农业部批准增设了风景园林专业，并于1996年7月招生……1998年7月，教育部对普通高校现设本科专业进行调整，由于学科归属原因，所有风景园林专业均被调整为城市规划专业或其他专业。……2007年，我校向教育部申请恢复风景园林专业，并得到审批同意，今年开始招生。……」
9. ↑  . 中国校友会网. 2013-12-30  [2013-12-30]. （原始内容存档于2014-01-04）.
10. ↑  . 新浪网. 2014-01-06  [2014-01-07]. （原始内容存档于2014-01-07）.
11. ↑  . 人民网. 2013-01-29  [2013-02-10]. （原始内容存档于2013-02-04）.
12. ↑  .   [2008-12-18]. （原始内容存档于2008-12-19）.
13. ↑  .   [2017-08-08]. （原始内容存档于2009-12-17）.
14. ↑  .   [2008-12-18]. （原始内容存档于2006-05-21）.
15. ↑  第二轮七校联合办学：实现“1×7＞7”[永久]
16. ↑  . my.hzau.edu.cn.   [2024-01-19]. （原始内容存档于2024-01-17）.
17. ↑  . www.thepaper.cn.   [2024-01-19]. （原始内容存档于2024-01-19）.
18. 1 2 3  华中农业大学. . 澎湃新闻. December 7, 2024  [December 7, 2024]. （原始内容存档于2024-12-07）.